# Punta Ventana (Puerto Rico)
Punta Ventana (von spanisch ventana ‚Fenster‘) ist eine Landspitze im Süden von Puerto Rico. Sie wurde benannt nach einer markanten Felsformation mit einem Brandungstor, welches eine beliebte Touristenattraktion war, aber bei einem Erdbeben am 6. Januar 2020 mit einer Stärke von 5,8 auf der Richterskala einstürzte.